# Tlenek cezu
Tlenek cezu, Cs
2O – nieorganiczny związek chemiczny cezu z grupy tlenków.

## Otrzymywanie
Może być otrzymany laboratoryjnie poprzez termiczny rozkład podtlenku cezu (Cs
7O
2), a także w reakcji metalicznego cezu z nadtlenkiem cezu (Cs
2O
2) lub z azotanem cezu (CsNO
3) bądź azotanu cezu z azydkiem cezu (CsN
3):
Cs
2O
2 + 2Cs → 2Cs
2O
2CsNO
3 + 10Cs → 6Cs
2O + N
2
CsNO
3 + 5CsN
3 → 3Cs
2O + 8N
2

## Właściwości
W temperaturze pokojowej tworzy żółto-pomarańczowe kryształy o strukturze typu anty-CdCl
2, które zmieniają barwę na wiśniową powyżej temperatury 180 °C i na cytrynową przy temperaturze ok. −80 °C. Łatwo utlenia się do nadtlenku cezu i ponadtlenku cezu (CsO
2).